# The Hoodlum Saint
The Hoodlum Saint (título en español: El canalla redimido) es una película dramática estadounidense de 1946 dirigida por Norman Taurog y protagonizada por  William Powell y Esther Williams.

## Trama
El mayor Terry O'Neill (William Powell) regresa a Baltimore en 1919 una vez finalizada la Primera Guerra Mundial con la esperanza de recuperar su antiguo trabajo de editor nocturno de un periódico. Pero el periódico ha cambiado de dueño recientemente, el puesto ha sido ocupado, y su amigo y antiguo editor Allan Smith (un Will Wright no acreditado) ha recibido la orden de que hay que reducir costes. Desilusionado, Terry decide abandonar sus ideales y hacer su fortuna por cualquier medio necesario. Al salir del edificio, se encuentra con dos amigos no muy agradables, "Cara de Pez" (Rags Ragland) y "Tres Dedo" (Frank McHugh). Cuando la pareja es arrestada por apuestas, se necesita todo su dinero para pagar sus multas y las de "Snarp"  (James Gleason).
Se coló en una fiesta de boda de la alta sociedad con la esperanza de conocer al empresario Lewis J. Malbery (Henry O'Neill). Cuando un guardia insiste en ver su invitación, Terry coge a la invitada Kay Lorrison (Esther Williams) y la besa, para su sorpresa. Cuando el guardia se va, ella le da una bofetada a Terry, pero después de su honesta confesión, comienza a calentarle. Le presenta a su tío, el editor Joe Lorrison (Charles Trowbridge). Terry le impresiona con sus ideas sobre cómo luchar contra un enemigo acérrimo, nada menos que Malbery, y consigue un trabajo. Él y Kay, que a veces trabaja en el periódico, desarrollan una relación.
Tras planear una hábil campaña periodística contra Malbery, Terry sorprende a su jefe al dejar su trabajo relativamente mal pagado para ir a trabajar para Malbery en Nueva York. Snarp, Cara de Pez, Tres Dedos y "Anguila" (Slim Summerville) se asocian y abren una sala de billar. Cuando después de tres años, Malbery lo promueve a vicepresidente ejecutivo de la compañía, regresa a Baltimore para ver a Kay. La encuentra de nuevo en una boda. Sin embargo, para su consternación, ella le informa que esta vez ella es la novia. La cantante de cabaret "Dusty" Millard (Angela Lansbury) lo consigue de rebote.
Pasado un tiempo, Terry se cruza con Kay una vez más. Ella es viuda, y está interesada en retomar donde lo dejaron. Dusty se da por vencido, al darse cuenta de que no tiene ninguna oportunidad contra su rival. Sin embargo, Kay se entera de que Terry se ha vuelto dura y cínica. Cuando se descubrió la operación de apuestas de Snarp, sus amigos de mala reputación apelaron a Terry; secretamente hizo que liberaran a Snarp, pero se aseguró de que su buena fortuna se atribuyera a san Dimas.
Terry pierde todo en el crac de Wall Street de 1929. Casi todos sus amigos y socios, que invirtieron en el mercado de valores por su consejo, lo convierten en un chivo expiatorio. Las únicas excepciones son Snarp y Dusty. Un Snarp reformado intenta que Terry ponga su fe en San Dimas, sin éxito. Dusty le ofrece a Terry un costoso brazalete que una vez le dio, pero lo rechaza. Amargada por el rechazo, se hace cargo de una organización benéfica que Snarp creó dedicada a San Dimas, con la intención de robar las donaciones y culpar a Terry.
Cuando Terry sale de la ciudad por negocios, se enferma y es atendido por el Padre Nolan (Lewis Stone). Snarp viene a verlo para decirle lo que Dusty y sus antiguos socios están haciendo. Entonces aparece una Kay preocupada. Terry va a la ciudad para suplicarle a Dusty que le devuelva el dinero. En un primer momento Dusty y los demás no se inmutan, pero cuando ven lo sincero que es, Dusty lo devuelve todo, y más.

## Reparto
- William Powell como Terry O'Neill
- Esther Williams como Kay Lorrison
- Angela Lansbury como "Dusty" Millard (doblada en las canciones por Doreen Tryden)
- James Gleason como "Snarp"
- Lewis Stone como el padre de Nolan
- Rags Ragland como "Cara de Pez"
- Frank McHugh como "Tres Dedos"
- Slim Summerville como "Anguila"
- Roman Bohnen como el padre de O'Doul
- Charles Arnt como el secretario de O'Neill
- Louis Jean Heydt como Mike Flaherty
- Charles Trowbridge como el tío Joe Lorrison
- Henry O'Neill como Lewis J. Malbery
- William "Bill" Phillips como Dave Fernby
- Matt Moore como el padre Duffy
- Trevor Bardette como el rabino Meyerberg
- Addison Richards como el reverendo Miller
- Tom Dugan como Buggsy
- Emma Dunn como Maggie
- Mary Gordon como Trina
- Charles D. Brown como Ed Collner

## Producción
La película fue anunciada en 1943. Se basaba en la vida de Dempster MacMurphy un ejecutivo de un periódico de Chicago que se dedicaba a la filantropía bajo el nombre de San Dismas. Casey Robinson firmó para escribir el guion. El reverendo Edward Dowling fue contratado como consultor. Finalmente fue Frank Wead quien se encargó de escribir el guion.

## Acogida
La crítica no se mostró demasiado entusiasta. Según los registros de MGM, la película recaudó 1.156.000 dólares en EE. UU. y Canadá y 413.000 dólares en otros lugares, lo que resultó en una pérdida de 918.000 dólares.